# 特拉羅沙 (聖保羅州)
20°47′20″S 48°19′47″W / 20.78889°S 48.32972°W

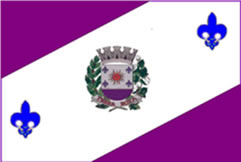
特拉罗沙旗

特拉羅沙（葡萄牙語：Terra Roxa），是巴西的城鎮，位於該國南部，由聖保羅州負責管轄，面積220平方公里，海拔高度494米，2010年人口8,505，該鎮人口密度每平方公里38.68人。